# Naderżynszczyna
Naderżynszczyna (ukr. Надержинщина) – wieś na Ukrainie, w obwodzie połtawskim, w rejonie połtawskim, w hromadzie Nowoseliwka. W 2001 liczyła 194 mieszkańców, spośród których 180 wskazało jako ojczysty język ukraiński, 12 rosyjski, 1 białoruski, a 1 inny.